# Konung Rings gravsten
Ej att förväxla med Kung Rings grav i Göteborg.

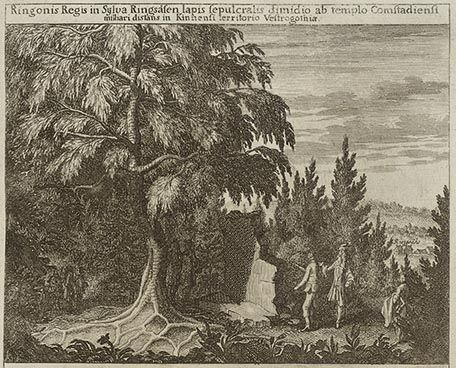
Konung Rings grav i Holmestad (Suecian).

Konung Rings gravsten är en förmodad gravplats attribuerad till kung Ring i Holmestad i Götene kommun i Västergötland. Gravstenen avbildades i Suecia-verket 1705.